# Marko Brkušanin
Marko Brkušanin (serbisch-kyrillisch Марко Бркушанин; * 21. Juni 1990 in Belgrad, SFR Jugoslawien) ist ein serbischer Eishockeyspieler, der seit 2017 erneut beim KHK Roter Stern Belgrad in der serbischen Eishockeyliga und der International Hockey League unter Vertrag steht.

## Karriere
Marko Brkušanin begann seine Karriere als Eishockeyspieler in seiner Heimatstadt in der Nachwuchsabteilung des HK Partizan Belgrad. 2006/07 spielte der Stürmer für die erste Mannschaft des Vereins in der serbischen Eishockeyliga und wurde mit dem Team Landesmeister. Anschließend ging er zum Lokalrivalen HK Roter Stern Belgrad, mit dem er nicht nur in der serbischen Liga, sondern parallel auch in der serbisch-kroatischen Pannonischen Liga antrat. In der Spielzeit 2009/10 spielte er zunächst für seinen Stammverein Partizan in der slowenisch dominierten Slohokej Liga, wechselte aber bereits während der Saison zu Roter Stern zurück, wo er die nächsten eineinhalb Jahre in der Juniorenmannschaft eingesetzt wurde, die in der ungarischen U-20-Liga antrat. Nach Ende seiner Juniorenzeit 2011 spielte Brkušanin zunächst in der Herren-Mannschaft von Roter Stern, schloss sich aber bereits während der Saison 2012/13 erneut Partizan Belgrad an, wo er bis 2016 auf dem Eis stand und mit dem er 2014, 2015 und 2016 serbischer Meister wurde. Anschließend wechselte er zum HK Belgrad, für den er nicht nur in der serbischen Liga, sondern auch in der multinationalen MOL Liga spielte. Nach nur einem Jahr beim HK ging er erneut zum Roten Stern, für den er seither in der serbischen Liga und der neuen International Hockey League auf dem Eis steht. In der Spielzeit 2018/19 konnte er die IHL mit seiner Mannschaft gewinnen. Eine Saison später war er Topscorer und bester Vorbereiter der Liga.

### International
Für Serbien und Montenegro nahm Brkušanin an der Division II der U-18-Weltmeisterschaft 2006 teil. Nach der Abspaltung Montenegros spielte er für die rein serbische Mannschaft an den U-18-Weltmeisterschaften 2007 in der Division II und nach dem Abstieg 2008 in der Division III, wo der sofortige Wiederaufstieg durch den Sieg beim Turnier in İzmit gelang. Auch bei der U-20-Weltmeisterschaft 2007 stieg er mit dem serbischen Team aus der Division II ab. Ein Jahr später gelang ihm aber auch in dieser Altersklasse beim Heimturnier in Belgrad der umgehende Wiederaufstieg in die Division II, in der er dann 2009 und 2010 antrat.
Im Herrenbereich spielte Brkušanin für die serbische Mannschaft bei der 2010 in der Division I, musste aber den sofortigen Wiederabstieg hinnehmen. Später stand er bei den Weltmeisterschaften 2013, 2014, 2015, 2016, 2017, 2018 und 2019, als der Aufstieg in die Division I gelang, in der Division II auf dem Eis.
Zudem nahm er für Serbien an den Qualifikationsturnieren für die Olympischen Winterspiele 2014 in Sotschi und 2018 in Pyeongchang teil.

## Erfolge und Auszeichnungen
- 2007 Serbischer Meister mit dem HK Partizan Belgrad
- 2008 Aufstieg in die Division II bei der U-18-Weltmeisterschaft, Division III, Gruppe B
- 2008 Aufstieg in die Division II bei der U-20-Weltmeisterschaft, Division III
- 2014 Serbischer Meister mit dem HK Partizan Belgrad
- 2015 Serbischer Meister mit dem HK Partizan Belgrad
- 2016 Serbischer Meister mit dem HK Partizan Belgrad
- 2019 Aufstieg in die Division I, Gruppe B bei der Weltmeisterschaft der Division II, Gruppe A
- 2019 Gewinn der International Hockey League mit dem KHK Roter Stern Belgrad
- 2020 Bester Vorlagengeber und Topscorer der International Hockey League

## Statistik
(Stand: Ende der Saison 2019/20)